# びっくり電話
『びっくり電話』（How Dare You!）は、1976年に発表された10ccのアルバム。

## 概要
10ccの通算4枚目のスタジオ・アルバム（マーキュリー・レーベルからリリースしたアルバムとしては2枚目）。ヒットチャートは全英5位、全米46位まで上昇した。先行シングル「芸術こそ我が命」(1975年11月)は、全英5位、全米83位、「アイム・マンディ」(1976年3月)は、全英6位、全米60位まで上昇している。
またこのアルバムはエリック・スチュワート、グレアム・グールドマン、ケヴィン・ゴドレイ、ロル・クレームの4人編成による10ccとして最後の作品であり、同年10月にケヴィンとロルは脱退、翌1977年からゴドレイ&クレームとして活動を始める。一方、エリックとグレアムは10ccを存続させ、次回作の『愛ゆえに』をリリースすることになる。
アルバム・タイトルはエリック・スチュワートの発案によるもので、「なんてことを!」といった、相手の発言・行為に対する驚愕や非難を表す決まり文句である。ゲートフォールド・カバーの表と裏に対角線で仕切られて4人の男女が登場しているが、彼らが発していたり、浴びせられたりしているであろう言葉を表現している。
ジャケット・デザインは前作に引き続きヒプノシスが担当している。ストーム・トーガソンによれば、複数の曲で電話が重要な役割を果たしていることから、表と裏面は古い映画などに見られる電話のシーンを模したものとしたという。同時に、4人がそれぞれ別の曲の登場人物にも見えるよう工夫している。また、これらの4つの画面には共通する1組のカップルが写り込んでいる。内ジャケットではこれらの計6人と10㏄の4人を含め総勢34人がパーティー会場で別々の電話にかじりついて会話しているという悪夢のような光景が見られる。携帯電話が普及した現代ではありふれた光景だが、ここにヒプノシスの先見性が垣間見える。

## 収録曲
サイド1
1. ハウ・デア・ユー - "How Dare You" - 4:16
2. レイジイ・ウェイ - "Lazy Ways" - 4:17
3. 世界征服 - "I Wanna Rule the World" - 3:57
4. アイム・マンディ - "I'm Mandy Fly Me" - 5:22
5. 氷山 - "Iceberg" - 3:43

サイド2
1. 芸術こそ我が命 - "Art for Art's Sake" - 5:59
2. ロックン・ロール・ララバイ - "Rock 'n' Roll Lullaby" - 3:59
3. ヘッド・ルーム - "Head Room" - 4:21
4. 電話を切らないで - "Don't Hang Up" - 6:19

## パーソネル
オリジナル・アルバムのライナーノーツからのクレジットによる。
10cc
- エリック・スチュワート (Eric Stewart) – リード (2, 4, 6, 7) & バック・ボーカル (3, 4, 7-9)、リード・ギター (全曲)、ピアノ (4, 6, 7)、ベース (2, 6)、エレクトリックピアノ (4, 6, 7)、ペダル・スティール (7)、リーバイス・ジッパー (5)
- ロル・クレーム (Lol Creme) – リード (3, 6, 8) & バック・ボーカル (2-7, 9)、モーグ・シンセサイザー (1, 2, 4, 6, 7, 9)、ピアノ (2, 3, 9)、リズム・ギター (1, 6-8)、リード・ギター (1, 4, 9)、マラカス (1, 6, 7, 9)、クラヴィネット (1, 2)、電子オルガン (3, 5)、ギズモ (5, 9)、エレクトリック・ピアノ (8, 9)、スレイベル (1)、タンバリン (2)、ヴィブラフォン (4)、リコーダー (6)、手拍子 (9)
- グレアム・グールドマン (Graham Gouldman) – リード (5, 6) & バック・ボーカル (2-6, 8, 9)、ベース (1, 3-5, 7-9)、リズム・ギター (2, 5, 6)、タンバリン (2, 6)、ツィター (4)、カウベル (6)、グロッケンシュピール (7)、スライドギター (7)、手拍子 (9)、スパニッシュ・ギター (9)
- ケヴィン・ゴドレイ (Kevin Godley) – リード (5, 7, 9) & バック・ボーカル (1以外全曲)、ドラム (1-4, 6-8)、コンガ (1, 5)、ティンパニ (3, 5)、カウベル (1)、ボンゴ (1)、トライアングル (2)、マラカス (3)、テンプル・ブロック (6)、タンバリン (8)、カスタネット (9)、カバサ (9)、手拍子 (9)、バス・ドラム (9)

アディショナル・ミュージシャン
- メア・ジョーンズ (Mair Jones) – ハープ (9)